# Lüneburg (Mellnau)
Die Lüneburg ist die Ruine einer Spornburg auf 334 m ü. NN bei dem Ortsteil Mellnau der Stadt Wetter im Landkreis Marburg-Biedenkopf in Hessen.

## Geschichte
Wann und von wem die Burg erbaut wurde, ist nicht bekannt. Knapp 500 Meter unterhalb des Christenbergs befinden sich auf einem bewaldeten Sporn Wälle und Gräben einer früheren Burg. Im Inneren des ovalen Walls finden sich Fundamentreste, die auf ein rechteckiges Gebäude schließen lassen. Teilweise ist der äußere Wall noch erkennbar. Keramikfunde aus dem 11./12. Jahrhundert lassen vermuten, dass sie zu diesem Zeitpunkt noch bewohnt war.

## Anmerkung
Möglicherweise war sie eine Vorgängerburg der Burg Mellnau, die später, um 1248, an einem günstigeren Standort erbaut wurde.